# Abalistes filamentosus
Abalistes filamentosus là một loài cá thuộc chi Abalistes. Nó được tìm thấy ở Ấn Độ Dương-Thái Bình Dương và ở các vùng nước cận nhiệt đới. Nó sống trong vùng biển khơi-biển nông của các đại dương ở độ sâu từ 61-180 mét. A. filamentosus vô hại đối với con người.

## Phân bố
Abalistes filamentosus được tìm thấy trong vùng nước biển và nước cận nhiệt đới thuộc vùng Ấn Độ Dương-Thái Bình Dương, đặc biệt là từ quần đảo Ryukyu đến thềm lục địa Tây Bắc của Úc và biển Timor. Nó cũng được tìm thấy ở New Caledonia.